# Jacques Saurin
Jacques Saurin,  född 1677 i Nîmes, död 1730 i Haag, var den franska protestantismens mest berömda predikant.
Saurin utvandrade till följd av upphävandet av Nantesiska ediktet (1685) med sina föräldrar till Genève, prästvigdes där 1701, var till 1705 predikant vid en fransk församling i England och sedan vid en sådan i Haag. 
Saurin var en fullödig representant för den franska klassicismen och kan i formellt hänseende jämställas med de stora katolska predikanterna under Ludvig XIV. Han har också fått namnet "protestantismens Bossuet". 
Som predikant visar han en utomordentlig tankerikedom och medryckande kraft. Hans predikningar (Sermons), av vilka han själv utgav 5 band (1707-25), trycktes i 12 band 1749 (senare upplaga 1829-35) och i urval (Sermons choisis) 1854. 
Saurin skrev dessutom Discours historiques, critiques, théologiques et moraux sur les événements les plus mémorables du Vieux et du Nouveau testament (2 band, 1720, 1728) och L'état du christianisme en France (1725-27), brev till försvar för hans förföljda trosförvanter.